# Hochei pe iarbă la Jocurile Olimpice de vară din 2016
Probele sportive de hochei pe iarbă la Jocurile Olimpice de vară din 2016 s-au desfășurat în perioada 7–20 august 2016 pe Centrul Olimpic de Hochei din Rio de Janeiro, Brazilia. Doisprezece echipe au concurat la cele două evenimente, respectiv cel masculin și cel feminin.

## Medaliați
| Probă    | Aur | Argint | Bronz |
| Masculin | Argentina (ARG) · Juan Manuel Vivaldi · Gonzalo Peillat · Juan Ignacio Gilardi · Pedro Ibarra · Facundo Callioni · Lucas Rey · Matías Paredes · Joaquín Menini · Lucas Vila · Luca Masso · Ignacio Ortiz · Juan Martín López · Juan Manuel Saladino · Isidoro Ibarra · Matías Rey · Manuel Brunet · Agustín Mazzilli · Lucas Rossi | Belgia (BEL) · Arthur Van Doren · John-John Dohmen · Florent van Aubel · Sebastien Dockier · Cédric Charlier · Gauthier Boccard · Emmanuel Stockbroekx · Thomas Briels · Felix Denayer · Vincent Vanasch · Simon Gougnard · Loïck Luypaert · Tom Boon · Jérôme Truyens · Elliot Van Strydonck · Tanguy Cosyns · 0 · 0 | Germania (GER) · Nicolas Jacobi · Matthias Müller · Linus Butt · Martin Häner · Moritz Trompertz · Mats Grambusch · Christopher Wesley · Timm Herzbruch · Tobias Hauke · Tom Grambusch · Christopher Rühr · Martin Zwicker · Moritz Fürste · Florian Fuchs · Timur Oruz · Niklas Wellen · 0 · 0                    |
| Feminin  | Marea Britanie (GBR) · Maddie Hinch · Laura Unsworth · Crista Cullen · Hannah Macleod · Georgie Twigg · Helen Richardson-Walsh · Susannah Townsend · Kate Richardson-Walsh · Sam Quek · Alex Danson · Giselle Ansley · Sophie Bray · Hollie Webb · Shona McCallin · Lily Owsley · Nicola White                                     | Olanda (NED) · Joyce Sombroek · Xan de Waard · Kitty van Male · Laurien Leurink · Willemijn Bos · Marloes Keetels · Carlien Dirkse van den Heuvel · Kelly Jonker · Maria Verschoor · Lidewij Welten · Caia van Maasakker · Maartje Paumen · Naomi van As · Ellen Hoog · Margot van Geffen · Eva de Goede              | Germania (GER) · Nike Lorenz · Selin Oruz · Anne Schröder · Lisa Schütze · Charlotte Stapenhorst · Katharina Otte · Janne Müller-Wieland · Hannah Krüger · Jana Teschke · Lisa Altenburg · Franzisca Hauke · Cécile Pieper · Marie Mävers · Annika Sprink · Julia Müller · Pia-Sophie Oldhafer · Kristina Reynolds |

## Clasament pe medalii
| Loc   | Țară           | Aur | Argint | Bronz | Total |
| ----- | -------------- | --- | ------ | ----- | ----- |
| 1     | Argentina      | 1   | 0      | 0     | 1     |
| 1     | Marea Britanie | 1   | 0      | 0     | 1     |
| 3     | Belgia         | 0   | 1      | 0     | 1     |
| 3     | Olanda         | 0   | 1      | 0     | 1     |
| 5     | Germania       | 0   | 0      | 2     | 2     |
| Total | Total          | 2   | 2      | 2     | 6     |